# Philippe Wahl
Cet article possède un paronyme, voir Philippe Val.
Pour les articles homonymes, voir Wahl (homonymie).
Philippe Wahl, né le 11 mars 1956 à Sarralbe (Moselle), est un dirigeant d'entreprise français. Il occupe depuis septembre 2013 la fonction de président-directeur général du groupe La Poste.

## Biographie

### Études
Diplômé en 1978 de l'institut d'études politiques de Paris et titulaire d’un DEA en sciences économiques à l'université Paris 1 Panthéon-Sorbonne, Philippe Wahl est admis à l'ENA dont il sort en 1984 (promotion Louise Michel).

### Carrière
En 1984, Philippe Wahl commence sa carrière au Conseil d’État en tant qu’auditeur, puis maître des requêtes en 1987. Il est parallèlement chargé de mission à la Commission des opérations de bourse (COB).
En 1989, il devient directeur de cabinet de Tony Dreyfus, secrétaire d’État auprès du Premier ministre, avant de rejoindre le cabinet du Premier ministre Michel Rocard en tant que conseiller technique chargé des affaires économiques, financières et fiscales,.
En 1991, il entre à la Compagnie bancaire où il occupe successivement les fonctions de conseiller du directeur général, membre du comité directeur en 1992, puis directeur général adjoint en 1994.
En 1997, Philippe Wahl devient directeur du pôle des services financiers spécialisés et membre du comité exécutif de la banque Paribas.
En 1999, il est nommé directeur général de l'organe central de la Caisse d'épargne. À ce titre, il est président de Sopassure, président du conseil d’administration d’Écureuil assurances IARD et membre du conseil de surveillance de CDC Ixis et de la CNP. En 2002, Charles Milhaud le fait partir des Caisses d'épargne.
En 2004, il fonde la société de conseil Solfi, avant de prendre la direction générale du groupe Havas en 2005. Il devient vice-président du groupe Bolloré en 2006, avant de retourner en janvier 2007 dans le domaine bancaire, en qualité de directeur général pour la France de Royal Bank of Scotland (RBS),. En mars 2008, il est nommé conseiller du Board Global Banking and Markets RBS à Londres, avant de devenir directeur général France, Belgique et Luxembourg de RBS Paris en décembre 2008.
Il est membre du comité directeur du think tank libéral l'Institut Montaigne. Il appartient également au conseil d'administration de l'association Le Siècle, dont il est, depuis 2020, vice-président,.

#### Le groupe La Poste
En janvier 2011, il est nommé président de La Banque postale et directeur général adjoint du groupe La Poste.
Le 26 septembre 2013, Philippe Wahl est nommé par décret du président de la République sur proposition du gouvernement, président du conseil d'administration de La Poste. Il succède à Jean-Paul Bailly et assure également la direction générale de l'entreprise. Une polémique éclate en 2013 au sujet de sa rémunération, de 736 490 euros, très au-delà du plafond légal de 450 000 euros institué pour les entreprises publiques. Son entourage se justifie en déclarant que cette rémunération est conforme à la réglementation bancaire du fait qu'elle intègre des versements étalés de sa rémunération variable obtenue au titre de président de La Banque postale. Selon Valérie Hacot et Séverine Cazes, journalistes au Parisien, s'il n'y a donc pas scandale d'État, l'affaire reste « embarrassante en termes d'image ».
En janvier 2014, il dévoile le nouveau plan stratégique de La Poste à l'horizon 2020. Il déclare vouloir transformer La Poste en misant sur le verdissement de l’activité et la diversification des activités du groupe. Le 21 janvier 2016, il est reconduit dans ses fonctions pour cinq ans.
En 2020, il finalise l’opération “Mandarine” qui rapproche la Banque Postale et CNP Assurances, filiale de la Caisse des dépôts, qui permet au Groupe d’atteindre plus de 600 millions d’euros de profits annuels et plus de 7 milliards de capitaux propres. Le 4 mars 2020, il est de nouveau reconduit pour cinq ans à la tête de La Poste,, jusqu'en 2025 donc, alors que l'âge limite défini par les statuts de l'entreprise est de 68 ans (âge qu'il aura en 2024). Une proposition de résolution lui permettra de conserver son poste de 2024 à 2025.
Il préside le conseil de surveillance de La Banque postale, dont Philippe Heim a été nommé président du directoire en août 2020.
En 2021, il dévoile le plan stratégique de La Poste à l’horizon 2030 intitulé “La Poste 2030, engagée pour vous”. Il affirme que “l’avenir de La Poste est avant tout dans le lien social”, et que le projet “est bien de rester dans les territoires” pour assurer des services de proximité et lutter contre l’exclusion numérique.
En 2022, il annonce la fin du timbre rouge, afin de s’adapter aux nouveaux usages des Français et contribuer à la réduction de l'empreinte carbone du groupe.
Christian Authier critique sa politique de gestion de La Poste sur France culture le 4 mai 2023.

### Vie privée
Il est le petit-fils de paysans et le fils d'une institutrice. Il a deux sœurs.
Philippe Wahl est marié avec Sylvie Schwob, responsable des ressources humaines chez Sanofi, qu'il a rencontrée à l'université. Il a eu trois enfants avec elle, dont une fille qui vit à Singapour où elle vend des vins français.
Il a une résidence secondaire à Campomoro (Corse) où il marche, court, nage. Il fait du yoga. Il lit beaucoup.

### Tentatives de caviardage de son article Wikipédia
En mai 2020, une enquête menée par des administrateurs de l'encyclopédie collaborative Wikipédia soupçonne plusieurs comptes contributeurs de la présente page d'être liés à des agences de communication tentant d'influer en faveur de l'image de Philippe Wahl.